# Nasofaringolaringofibroscopía

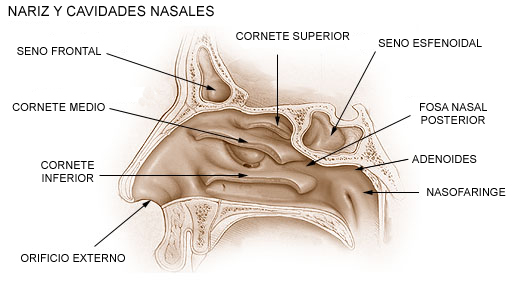
Anatomía de la fosa nasal.

En medicina, la nasofaringolaringofibroscopía es un examen endoscópico que analiza las cavidades internas que están comunicadas con la nariz.
Es un examen de tecnología avanzada utilizado principalmente para detectar contusiones y bloqueos en las cavidades nasales, producidas por alguna fractura o por sinusitis.
- Datos: Q5562070